# Карчагин, Владимир Александрович
Владимир Александрович Карчагин (1887—1948) — советский учёный и педагог, биофизик и рентгенолог, доктор физико-математических наук (1935), профессор (1930).

## Биография
Родился 14 июня 1887 года в Москве.
С 1908 по 1913 год обучался на физико-математическом факультете Московского университета.
С 1922 по 1931 год на научно-педагогической работе на физико-математическом, физическом и физико-механическом факультетах  Московского университета в должностях: с 1922 по 1930 год — профессор кафедры физики и одновременно с 1922 по 1923 год — исполняющий декана физико-математического факультета. С 1930 по 1931 год — заведующий кафедрой рентгенологии физико-механического факультета. С 1930 по 1942 год — профессор кафедры рентгеноструктурного анализа и с 1941 по 1942 год — исполняющий обязанности заведующего кафедрой общей физики физического факультета, в университете читал курс лекций по вопросам связанным с физикой рентгеновских лучей.
Одновременно с педагогической деятельностью в Московском университете, с 1930 года работал в Первом Московском государственном медицинском институте в должностях профессора и заведующего кафедрой физики. С 1924 по 1948 год одновременно с педагогической занимался и научной деятельностью в ЦНИИ курортологии и физиотерапии в должности заведующего лаборатории биофизики.

### Научно-педагогическая деятельность
Основная научно-педагогическая деятельность В. А. Карчагина была связана с вопросами в области оптики, радиорентгенологии, биофизики и физики рентгеновских лучей. Под руководством В. А. Карчагина разрабатывался новый метод микроспектрофотометрии, под его руководством были построены новые типы эритемометра и фотометра. Им исследовались вопросы связанные с солнечной радиацией, механизмом влияния инсоляции на ткани и кожу человека, он занимался разработкой гипотезы и её развитием связанными с  механизмами действия света, им был описан фотоэлектрический эффект на кожу человека.
В 1935 году без защиты диссертации В. А. Карчагину было присвоено учёная степень  доктор физико-математических наук, в 1930 году ему было присвоено учёное звание профессор. Под руководством В. А. Карчагина было написано более шестидесяти научных трудов, в том числе монографий.
Скончался 16 декабря 1948 года в Москве.